# Syam
Syam là một xã trong vùng hành chính Franche-Comté, thuộc tỉnh Jura, quận Lons-le-Saunier, tổng Champagnole. Tọa độ địa lý của xã là 46° 42' vĩ độ bắc, 05° 56' kinh độ đông. Syam nằm trên độ cao trung bình là 560 mét trên mực nước biển, có điểm thấp nhất là 521 mét và điểm cao nhất là 802 mét. Xã có diện tích 6.90 km², dân số vào thời điểm 2004 là 212 người; mật độ dân số là 31 người/km².

## Thông tin nhân khẩu
| 1962 | 1968 | 1975 | 1982 | 1990 | 1999 |
| ---- | ---- | ---- | ---- | ---- | ---- |
| 243  | 243  | 232  | 226  | 234  | 221  |

## Địa điểm tham quan
- Nhà thờ của Syam được xây trong thế kỉ thứ 19.
- Lâu đài Syam (Château de Syam) được xây trong khoảng thời gian 1826 - 1828.